# Ласо, Эрнст фон
Эрнст фон Ласо или Лазо (нем. Ernst von Lasaulx, Кобленц, 16 марта 1805 — Мюнхен, 9 мая 1861) — немецкий филолог и философ, историк и археолог, писатель, профессор Вюрцбургского университета, депутат баварского ландтага, в котором отстаивал интересы католицизма.

## Биография
Родился в Кобленце 16 марта 1805 года. Его отец — выдающийся архитектор Иоганн Клавдиус фон Лассо (Johann Claudius von Lasaulx), мать — Анна Мария Мюллер (Anna Maria Müller, 1780—1855). Вырос с пятью братьями и сёстрами, среди которых — Амалия, которая стала сестрой милосердия Августиной и первой настоятельницей Госпиталя Святого Иоанна в Бонне. Его дядя Йозеф Гёррес был ярым католическим борцом за свободу; и молодой Эрнст проникся энтузиазмом к католической вере и свободе. Сначала он учился в Боннском университете (1824—30), а затем изучал классическую филологию и философию в Мюнхенском университете, в частности, посвятив себя Шеллингу, Гёрресу и Францу фон Баадеру, а затем провел четыре года, путешествуя по Австрии, Италии, Греции и Палестине, посещая самые известные в истории цивилизации места, как языческие, так и христианские. Его путешествие в Афины было совершено в качестве члена свиты баварского принца Отто из дома Виттельсбахов, который был избран королём Греции. Вернувшись на родину, он получил докторскую степень в Кильском университете в 1835 году, представив диссертацию под названием «De mortis dominatu in veteres, commentatio theologica-Philosphica», и был назначен доктором классической филологии в Вюрцбургском университете, где он оказал глубокое и далеко идущее влияние на молодежь университета. Тем временем он женился на Юли Баадер (Julie Baader), дочери мюнхенского философа Франца фон Баадера.
После ареста прусскими властями 20 ноября 1837 года кёльнского архиепископа Клеменса Августа, принудительное содержание которого в крепости Минден вызвало большой резонанс в католических кругах как дома, так и за рубежом, Ласо писал своему дяде Гёрресу, призывая его протестовать против произвола берлинского правительства. Это побудило Гёрреса выступить в защиту архиепископа, за что он был арестован и, находясь в тюрьме, написал свою работу «Афанасий Великий» (Athanasius, 1837). В то же время сам Ласо выпустил противоречивую брошюру «Kritische Bemerkungen über die Kölner Sache», смелое нападение на прусское правительство и дипломата Йосиаса фон Бунзена. Осенью 1844 года Ласо был назначен профессором филологии и эстетики в Мюнхенском университете, несмотря на энергичные усилия сената Вюрцбургского университета, чтобы он остался. В Мюнхене он быстро прославился как преподаватель. Действия Ласо повлияли на падение министра иностранных дел Карла Абеля, что приветствовал сенат университета, но баварский король Людвиг I выразил свое недовольство, сместив Ласо с должности 28 февраля 1847 года. Затем последовали демонстрации со стороны студентов, в результате которых были уволены восемь других преподавателей университета. В 1848 году Ласо с тремя своими бывшими коллегами был избран во Франкфуртское национальное собрание, где вошёл в правую консервативную группу и защищал свободы католической церкви.
Король Максимилиан II в конце концов уступил петиции мюнхенских студентов о восстановлении Ласо и других изгнанных профессоров 15 марта 1849 года, Ласо возобновил свою работу как философский писатель. В том же году он был избран депутатом баварского ландтага, где до самой смерти участвовал во всех политических спорах.
Умер в Мюнхене 9 мая 1861 года.

## Влияние
Генрих фон Србик в своей большой работе «Дух и история от немецкого гуманизма до современности» (Geist und Geschichte von deutschen Hununismus bis zur Gegenwart. München, 1950) ставит Эрнсту фон Ласо и Францу фон Баадеру в заслугу то, что они снова внедрили бога в историю.
Сочинения Эрнста фон Ласо оказали определяющее влияние  на формирование философских и богословских воззрений Иоганна Губера.
Ласо был учеником нидерландского классического филолога и археолога Карла Фольграффа и предшественником историософа Освальда Шпенглера. Вместе с Карлом Фольграффом задолго до Шпенглера не только описал исторические циклы, но и высказал много других его идей. Эрнст фон Ласо опубликовал в 1856 году книгу «Новая попытка философии истории, основанной на истинных фактах» (Neuer Versuch einer alten auf die Wahrheit der Thatsachen gegründeten Philosophie der Geschichte). В работах Шпенглера встречаются такие идеи Ласо, как биологические метафоры, сравнение античной и западной культуры, представления о закате и гибели культур. Ласо рассматривает человечество как большой организм, который проходит в своем развитии стадии детства, юности, зрелости и старости. Идеи Фольграффа и Ласо впоследствии были воспроизведены немецким историком Генрихом Рюккертом в его «Учебнике всемирной истории в органическом представлении» (1857), который получил известность и в России.

## Сочинения
Важнейшие его сочинения: 
- Der Untergang des Hellenismus und die Einziehung semer Tempelgüter durch die christl. Kaiser (München, 1854)
- Die Philosophie der schönen Künste (München, 1860)
- Ueber die theolog. Grundlage aller philosoph. Systeme (München, 1856)
- «Новая попытка философии истории, основанной на истинных фактах» (Neuer Versuch einer alten auf die Wahrheit der Thatsachen gegründeten Philosophie der Geschichte, München, 1856)
- Des Sokrates Leben, Lehre und Tod (München, 1857)
- Die prophetische Kraft der menschlichen Seele in Dichtern und Denkern (München, 1858)

Вскоре после смерти Ласо четыре его работы были помещены в Индекс запрещённых книг из-за богословских ошибок.